# Charles-Louis Bellis
Charles-Louis Bellis (Brussel, 1837 - Heist, ?) was een Belgisch kunstschilder en aquarellist van het realisme.
Hij was de broer van kunstschilder Hubert Bellis (1831-1902). Van 1850-1857 kreeg hij een opleiding als decoratieschilder aan de Académie des Beaux-Arts in Brussel. Daar was hij een studiegenoot van onder meer de schilders Guillaume Vogels en Guillaume Lanneau. Samen met zijn broer Hubert stichtte hij in 1857 een zaak in decoratieschilderen aan de Brandhoutkaai 31 in Brussel. Op de zolderkamer van dit huis gaf hij en zijn broer een klassieke opleiding aan Guillaume Vogels.
Zijn artistieke creativiteit kwam pas later. Hij schilderde voornamelijk marines, maar ook landschappen. In 1877 werd hij lid van de kunstenaarsvereniging “La Chrysalide”.
Omstreeks 1886 ging hij in Lissewege wonen, en later in Heist. Daar opende hij het etablissement “Kursaal”.
Charles-Louis Bellis was in 1894 medestichter van de Cercle des Beaux-Arts d'Ostende, samen met onder meer James Ensor, Emile Spilliaert, Felix Buelens, Achille Vlaminck, Henri Permeke, Albert Baertsoen, Frantz Charlet, Auguste Musin, Marie Van Halme-Lévy en Marthe Vlaminck-Dufour, allen beeldend kunstenaars.De vereniging organiseerde in 1894 en 1895 kunstsalons in Oostende. Het initiatief werd beëindigd in 1896.
Na zijn overlijden (waar en wanneer is niet geweten) baatte zijn weduwe Caroline Van Dorpe nog een hotel uit in Heist. Ze woonde er met haar twee kinderen in de Sasstraat. In 1902 verhuisde ze naar Schaarbeek.

## Tentoonstellingen
- 1877 : 2de tentoonstelling van La Chrysalide
- 1878 : 3de tentoonstelling van La Chrysalide
- 1881 : 4de tentoonstelling van La Chrysalide
- 1881 : Driejaarlijks Salon in Gent

## Verzamelingen
- Verzameling Gemeente Blankenberge